# Bouna Sarr
Bouna Junior Sarr (sinh ngày 31 tháng 1 năm 1992) là một cầu thủ bóng đá chuyên nghiệp người Sénégal hiện đang thi đấu ở vị trí hậu vệ cánh phải và tiền vệ cánh cho câu lạc bộ Bayern München tại Bundesliga và Đội tuyển bóng đá quốc gia Senegal.

## Sự nghiệp câu lạc bộ

### Marseille
Bouna Sarr ký hợp đồng với câu lạc bộ Marseille ngày 7 tháng 7 năm 2015.
Ngày 3 tháng 5 năm 2018, anh thi đấu ở trận bán kết Europa League gặp FC Red Bull Salzburg khi Marseille thua 1-2 trên sân khách, nhưng giành chiến thắng chung cuộc 3–2 để đảm bảo một suất vào chung kết Europa League 2018 để thi đấu gặp Atlético Madrid tại Parc Olympique Lyonnais, Décines-Charpieu, Lyon, Pháp vào ngày 16 tháng 5 năm 2018.

### Bayern Munich
Ngày 5 tháng 10 năm 2020, Bouna Sarr ký hợp đồng với câu lạc bộ Bayern Munich ở Bundesliga theo bản hợp đồng có thời hạn 4 năm. Sarr có trận ra mắt cho Bayern Munich ở vòng đầu tiên của DFB-Pokal vào ngày 15 tháng 10 và cung cấp hai đường kiến tạo cho tân binh Eric Maxim Choupo-Moting khi đội bóng anh đánh bại 1. FC Düren với tỷ số 3–0. Ngày 25 tháng 8 năm 2021, anh ghi bàn thắng đầu tiên cho Bayern Munich trong cùng một giải đấu, ở vòng đầu tiên của mùa giải tiếp theo, trong trận đấu với tỉ số 12–0 trước Bremer SV.

## Sự nghiệp quốc tế
Bouna Sarr sinh ra ở Pháp với cha là người Senegal và mẹ là người Guinea. Anh được gọi lên đội tuyển quốc gia Guinea vào tháng 12 năm 2014, nhưng anh không thi đấu cho đội tuyển này. Vào cuối tháng 4 năm 2018, anh được đội tuyển quốc gia Senegal tiếp cận và từ chối lời đề nghị. Tuy nhiên, Sarr đã quyết định đại diện cho Senegal khi được HLV Aliou Cissé triệu tập cuối tháng 9 năm 2021 cho vòng loại World Cup 2022 gặp Namibia, Togo và Cộng hoà Congo. Anh ra mắt cùng Senegal trong chiến thắng 4-0 trước Namibia tại vòng loại World Cup 2022 vào ngày 9 tháng 10 năm 2021. Sarr được triệu tập vào đội tuyển quốc gia Senegal để thi đấu tại Cúp bóng đá châu Phi 2021, nơi anh thi mọi trận đấu, cuối cùng giành chiến thắng trong trận chung kết gặp Ai Cập.

## Thống kê sự nghiệp

### Câu lạc bộ
Tính đến 8 tháng 3 năm 2022
| Câu lạc bộ          | Mùa giải            | Giải đấu             | Giải đấu | Giải đấu | Cúp Quốc gia | Cúp Quốc gia | Châu lục | Châu lục | Khác | Khác | Tổng cộng | Tổng cộng |
| Câu lạc bộ          | Mùa giải            | Hạng                 | Trận     | Bàn      | Trận         | Bàn          | Trận     | Bàn      | Trận | Bàn  | Trận      | Bàn       |
| ------------------- | ------------------- | -------------------- | -------- | -------- | ------------ | ------------ | -------- | -------- | ---- | ---- | --------- | --------- |
| Metz                | 2011–12             | Ligue 2              | 9        | 1        | 1            | 0            | —        | —        | 0    | 0    | 10        | 1         |
| Metz                | 2012–13             | Championnat National | 29       | 3        | 1            | 0            | —        | —        | 3    | 0    | 33        | 3         |
| Metz                | 2013–14             | Ligue 2              | 28       | 1        | 1            | 0            | —        | —        | 1    | 0    | 30        | 1         |
| Metz                | 2014–15             | Ligue 1              | 30       | 2        | 2            | 1            | —        | —        | 1    | 0    | 33        | 3         |
| Metz                | Tổng cộng           | Tổng cộng            | 96       | 7        | 5            | 1            | 0        | 0        | 5    | 0    | 106       | 8         |
| Marseille           | 2015–16             | Ligue 1              | 25       | 2        | 3            | 0            | 3        | 0        | 2    | 1    | 33        | 3         |
| Marseille           | 2016–17             | Ligue 1              | 26       | 0        | 1            | 0            | 0        | 0        | 2    | 1    | 29        | 1         |
| Marseille           | 2017–18             | Ligue 1              | 29       | 0        | 3            | 0            | 15       | 1        | 1    | 0    | 48        | 1         |
| Marseille           | 2018–19             | Ligue 1              | 29       | 1        | 1            | 0            | 6        | 0        | 1    | 0    | 37        | 1         |
| Marseille           | 2019–20             | Ligue 1              | 27       | 1        | 4            | 1            | 0        | 0        | 1    | 0    | 32        | 2         |
| Marseille           | 2020–21             | Ligue 1              | 2        | 0        | 0            | 0            | 0        | 0        | 0    | 0    | 2         | 0         |
| Marseille           | Tổng cộng           | Tổng cộng            | 136      | 4        | 12           | 1            | 24       | 1        | 7    | 2    | 179       | 8         |
| Bayern Munich       | 2020–21             | Bundesliga           | 8        | 0        | 2            | 0            | 5        | 0        | 0    | 0    | 15        | 0         |
| Bayern Munich       | 2021–22             | Bundesliga           | 5        | 0        | 1            | 1            | 5        | 0        | 1    | 0    | 12        | 1         |
| Bayern Munich       | 2022–23             | Bundesliga           | 0        | 0        | 0            | 0            | 0        | 0        | 0    | 0    | 0         | 0         |
| Bayern Munich       | Tổng cộng           | Tổng cộng            | 13       | 0        | 3            | 1            | 10       | 0        | 1    | 0    | 27        | 1         |
| Tổng cộng sự nghiệp | Tổng cộng sự nghiệp | Tổng cộng sự nghiệp  | 245      | 11       | 20           | 3            | 34       | 1        | 13   | 2    | 312       | 17        |

### Đội tuyển quốc gia
Tính đến 29 tháng 3 năm 2022
| Đội tuyển | Năm       | Trận | Bàn |
| --------- | --------- | ---- | --- |
| Sénégal   | 2021      | 4    | 0   |
| Sénégal   | 2022      | 9    | 0   |
| Tổng cộng | Tổng cộng | 13   | 0   |

## Danh hiệu
Marseille
- UEFA Europa League Á quân: 2017–18[18]

Bayern Munich
- Bundesliga: 2020–21,[19] 2021–22
- DFL-Supercup: 2021[20]
- FIFA Club World Cup: 2020[21]

Sénégal
- Africa Cup of Nations: 2021[22]